# Lungime
Lungimea este una din mărimile fizice fundamentale din fizică. Ea definește întinderea unui corp pe o anumită direcție spațială. Definiția lungimii din fizică este practic identică cu cea a segmentului de dreaptă și a unidimensionalității din geometria euclidiană și, ca atare, conformă postulatului euclidian care afirmă că "prin două puncte neconfundate trece o dreaptă și numai una".
Simbolul lungimii în Sistemul Internațional (SI) este litera minusculă l. Unitatea sa de măsură în același sistem este metrul, simbol litera mică "m", ceea ce se poate scrie:
- <l> = m

Simbolul dimensional (v. dimensiune) al lungimii este litera majusculă L.
- [l] = L

Așa după cum Euclid a construit o întreagă geometrie utilizând câteva postulate fundamentale, absolut analog o întreagă fizică, știința cea mai generală a naturii, este „construită” pe „umerii” a doar șapte mărimi fizice fundamentale și a două constante adimensionale fundamentale ce au „funcții” de mărimi fizice fundamentale.